# 大谷探検隊
大谷探検隊（おおたにたんけんたい）は、20世紀初頭に日本の浄土真宗本願寺派法主だった大谷光瑞（第22代）が行った学術探検。

## 概要
中央アジア（主に東トルキスタン・西トルキスタン）に派遣した仏教伝来を探求した考古探検隊で、
シルクロード研究上の貴重な業績を挙げた。1902年から1914年（明治35年 - 大正3年）の間に、前後3次にわたって行われたが、日露戦争から第一次世界大戦勃発時という歴史状況も重なり、活動の詳細は不明なところも多い。

## 第一次探検
第1次（1902年 - 1904年）は、ロンドン留学中の光瑞自身が赴き、本多恵隆・井上弘円・渡辺哲信・堀賢雄の4名が同行した。光瑞はカシュガル滞在後インドに向かい、1903年（明治36年）1月14日に、長らく謎の地の山であった霊鷲山を発見し、また、マガダ国の首都王舎城を特定した。渡辺・堀は分かれてタクラマカン砂漠に入り、ホータン・クチャなどを調査した。スバシ故城では舎利容器を発見した。
別に雲南省ルートの探検が野村禮譲、茂野純一によって行なわれ、この途上で建築家伊東忠太と遭遇。これが光瑞と伊東の交流のきっかけとなり、後年の築地本願寺の設計建造に至った。

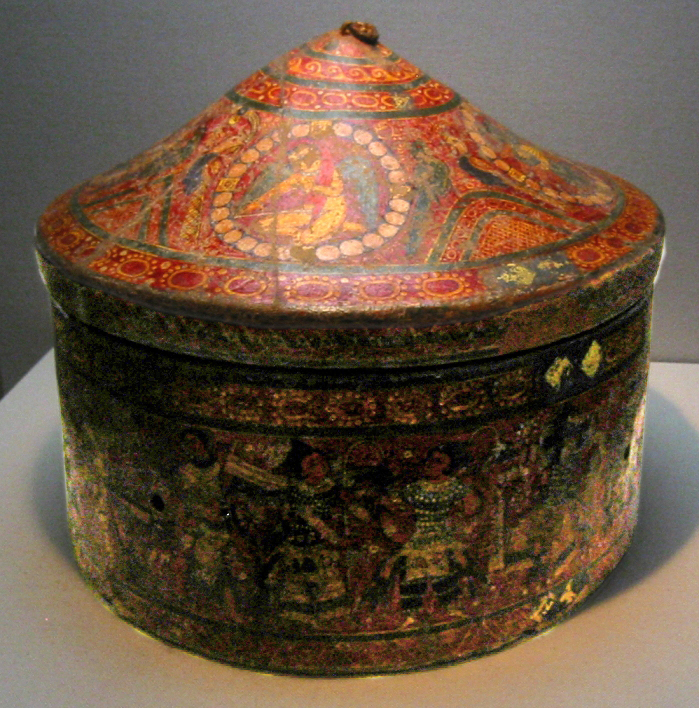
舎利容器（6～7世紀、スバシ故城）。東京国立博物館蔵

## 第二次探検
第2次（1908年 - 1909年）は、橘瑞超、野村栄三郎の2名が派遣され、外モンゴルからタリム盆地に入りトルファンを調査した後コルラで二手に分かれた。野村はカシュガル方面、橘はロプノール湖跡のある楼蘭方面を調査した。有名な李柏文書はこの時に発見されたと見られる。

## 第三次探検
第3次（1910年 - 1914年）は、橘瑞超、吉川小一郎の2名が、トルファン・楼蘭などの既調査地の再調査をはじめ、ジュンガリアでも調査を行うほか、敦煌で若干の文書を収集した。この際収集したミイラなどは当時日本が租借中（関東州）の中国・大連の旅順博物館に所蔵され、現在も公開されている。

## 報告書類
3度の探検により貴重な古文化財がもたらされたが、その報告書として『西域考古図譜』2帙（1915年）、『新西域記』2巻（1937年）が刊行され、研究報告として『西域文化研究』全6巻（1958年）がある。招来された文書の資料集である『大谷文書集成 1-4』（法蔵館、1984-2010年）も公刊された。